# Poyen
Poyen és una població dels Estats Units a l'estat d'Arkansas. Segons el cens del 2000 tenia 272 habitants.

## Demografia
Segons el cens del 2000, Poyen tenia 272 habitants, 106 habitatges, i 82 famílies. La densitat de població era de 420,1 habitants/km².
Dels 106 habitatges en un 33% hi vivien nens de menys de 18 anys, en un 58,5% hi vivien parelles casades, en un 14,2% dones solteres, i en un 22,6% no eren unitats familiars. En el 21,7% dels habitatges hi vivien persones soles l'11,3% de les quals corresponia a persones de 65 anys o més que vivien soles. El nombre mitjà de persones vivint en cada habitatge era de 2,57 i el nombre mitjà de persones que vivien en cada família era de 2,99.
Per edats la població es repartia de la següent manera: un 25,7% tenia menys de 18 anys, un 7,7% entre 18 i 24, un 29,8% entre 25 i 44, un 25% de 45 a 60 i un 11,8% 65 anys o més.
L'edat mediana era de 36 anys. Per cada 100 dones de 18 o més anys hi havia 90,6 homes.
La renda mediana per habitatge era de 30.625 $ i la renda mediana per família de 37.500 $. Els homes tenien una renda mediana de 27.813 $ mentre que les dones 20.313 $. La renda per capita de la població era de 13.835 $. Entorn del 2,8% de les famílies i el 4,3% de la població estaven per davall del llindar de pobresa.

## Poblacions més properes
El següent diagrama mostra les poblacions més properes.